# 残酷!女刑罰史
『残酷！女刑罰史』（ざんこく！おんなけいばつし、独: Hexen bis aufs Blut gequält、英: Mark of The Devil）は、1970年の西ドイツで制作された映画である。

## 概要
中世の魔女狩りをテーマにしたホラー映画作品であるが、キャストはそこそこ豪華なもののB級映画の感の強い作品でもある。現在では国際的に性格俳優としての地位を高めているウド・キアの若き日の美男子俳優時代の映画でもある。
別題は地獄の魔女狩りというタイトルでかつてはビデオも出ていた。

## キャスト
- ハーバート・ロム
- ウド・キア
- オリヴェラ・ヴッコ
- レジー・ナルダー